# Georg Tyrahn

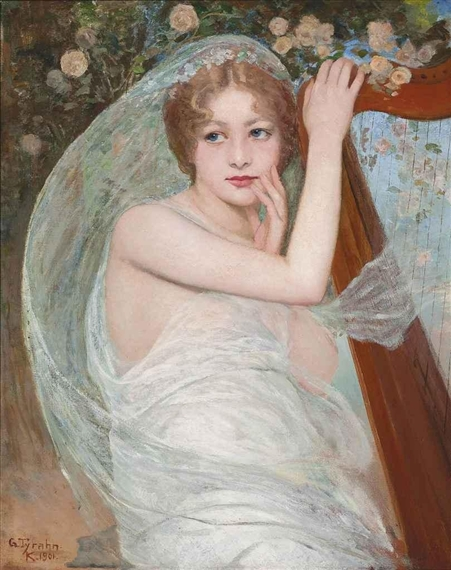
Das Erblühen (1901)

Georg Tyrahn (* 19. September 1860 in Königsberg (Preußen); † 1917 in Karlsruhe) war ein deutscher Porträt- und Genremaler.
Georg Tyrahn begann sein Studium der Malerei an der Kunstakademie Königsberg und setzte es an der Großherzoglichen Kunstschule in Karlsruhe bei Ferdinand Keller fort. Danach studierte er in Paris an der Académie Julian. Nach dem Studium war er seit 1896 in Karlsruhe tätig und starb dort im Alter von 57 Jahren.
In seinem Werk ist der Einfluss seines Lehrers Ferdinand Keller bemerkbar. Seine Werke erschienen in der „Gartenlaube“.